# Master de spécialisation (Belgique)
En Belgique, le master de spécialisation, aussi appelé master-na-master (ma-na-ma) en Belgique néerlandophone, est un diplôme de l'enseignement supérieur universitaire sanctionnant la réussite d'un programme spécifique de 2e cycle supplémentaire à un premier diplôme de 2e cycle, le master. Ce cycle spécifique comprend au moins 60 crédits ECTS supplémentaires.
En Communauté française de Belgique, les masters de spécialisation sont délivrés exclusivement par les universités, alors que certaines hautes écoles et écoles supérieures des arts peuvent être habilitées à organiser des formations de master de spécialisation en co-organisation avec une université diplômante. En Communauté flamande, les ma-na-ma peuvent aussi être délivrés par les départements artistiques (Schools of arts) des hautes écoles.
L'inscription à un programme de master de spécialisation requiert un premier diplôme de master. Pourtant, le master de spécialisation ne se positionne pas à un niveau plus élevé au sein du Cadre européen des certifications (niveau 7) que le simple grade de master et les deux diplômes relèvent du 2e cycle de l'enseignement supérieur belge.